# Ivan Murnik

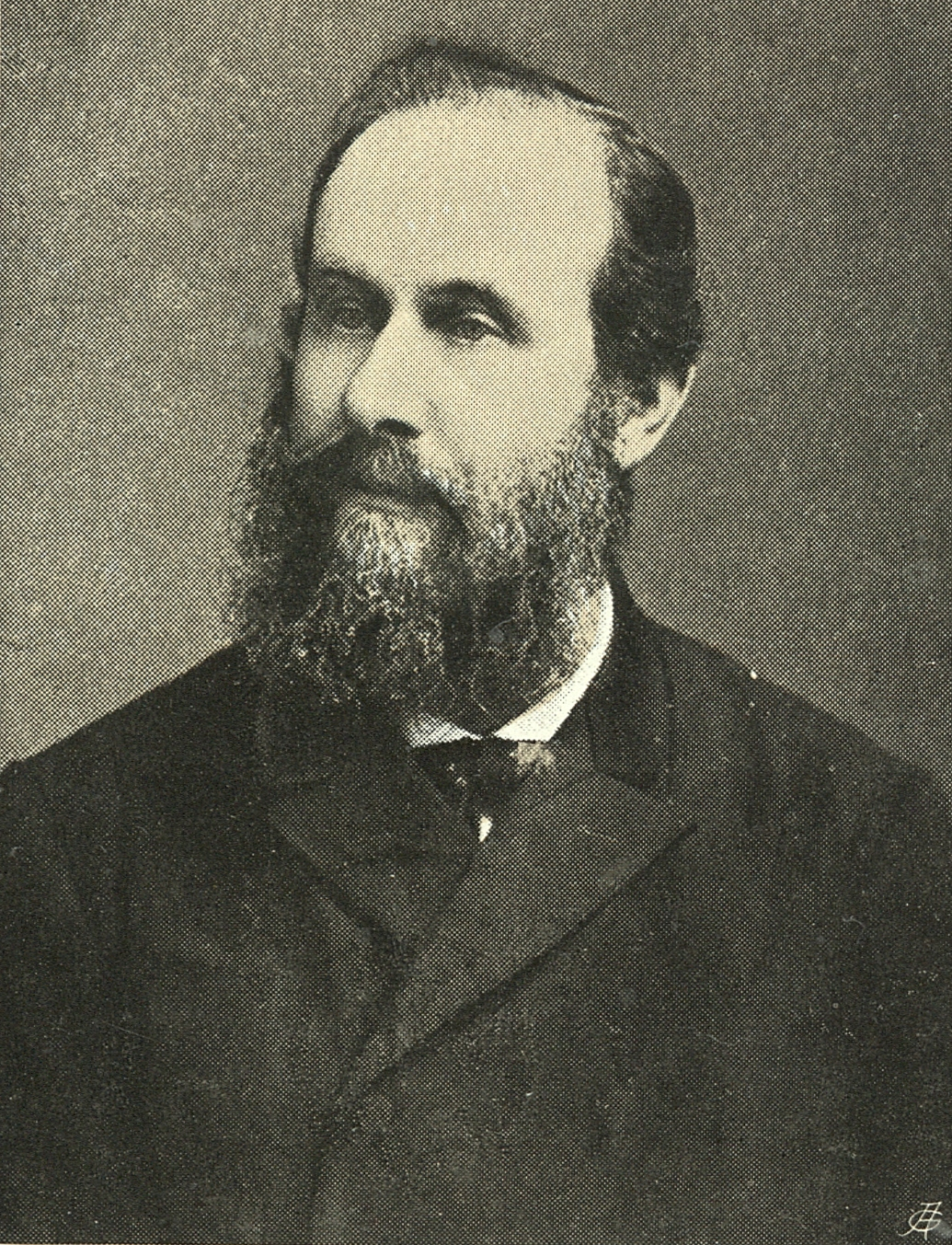
Ivan Murnik

Ivan Murnik (* 3. Jänner 1839 in Otok pri Radovljici, Gemeinde Mošnje; † 18. Jänner 1913 in Ljubljana) war ein österreichisch-slowenischer Politiker. Er war Abgeordneter zum Abgeordnetenhaus des Österreichischen Reichsrats und Abgeordneter zum Krainer Landtag.

## Leben
Ivan Murnik wurde als Sohn des Riemers und späteren Werkmeisters in einer Papierfabrik Matija Murnik in Otok pri Radovljici (deutsch: Otok bei Radmannsdorf) geboren. Die Ortschaft gehörte damals zur Gemeinde Mošnje (deutsch: Möschnach) und liegt heute in der Gemeinde Radovljica. Er besuchte zwischen 1851 und 1858 das Gymnasium in Ljubljana (deutsch: Laibach) und absolvierte im Anschluss zwischen 1858 und 1862 ein Studium der Rechtswissenschaft an der Universität Wien. Seine berufliche Laufbahn begann er 1862 als Advokaturskonzipient in Radovljica und Ljubljana in der Anwaltskanzlei L. Tomans. 1867 wechselte er als Vizesekretär an die Handels- und Gewerbekammer Laibach. Zwei Jahre später, im Jahr 1869, stieg er dort zum Sekretär auf. Murnik hatte diese Stellung bis zu seinem Ruhestand im Jahr 1900 inne. Neben seiner Tätigkeit in der Handels- und Gewerbekammer Laibach war Murnik zwischen 1867 und 1870 auch Redakteur der Zeitung Novice in Ljubljana.
Murnik heiratete 1870 die Schauspielerin und Frauenrechtlerin Marija Murnik Horak. Das Paar blieb kinderlos.

## Politik und Funktionen
Murnik engagierte sich stark im slowenischen Vereinswesen. Er war 1864 Gründungsmitglied der Slovenska Matica und ab 1868 in verschiedenen Funktionen des slowenischen Turnvereins Sokol in Ljubljana aktiv, wo er ab 1871 auch als Obmann wirkte. Er war zudem von 1875 bis 1878 und von 1881 bis 1884 Obmann des Dramatischen Vereins in Laibach sowie ab 1879 Mitglied des Ausschusses der Krainischen Landwirtschaftsgesellschaft. Dort übernahm er zwischen 1889 und 1899 auch das Amt des Präsidenten. Des Weiteren war er von 1901 bis zu seinem Tode als Obmann des kaufmännischen Vereins Merkur aktiv und engagierte sich in weiteren slowenischen Vereinen in Ljubljana. Der Schriftsteller Josip Stritar widmete Murnik 1872 sein 10. Wiener Sonett.
Zwischen 1870 und 1877 sowie von 1883 bis 1901 gehörte er als Abgeordneter dem Krainer Landtag an, wobei er während dieser Zeit auch Mitglied des Landesausschusses war. Er vertrat zudem die Städte- und die Handels- und Gewerbekammer Laibach zwischen dem 15. September 1870 und dem 10. Oktober 1871 als Abgeordneter im Abgeordnetenhaus des Reichsrats, wo er dem slowenisch-nationalen Klub angehörte.
Murnik galt anfangs als Sympathisant von Janez Bleiweis, schloss sich jedoch in der Folge den Jungslowenen bzw. der nationalfortschrittlichen Partei (Narodno napredna stranka) an.